# Pantitès
Pantitès (en grec ancien : Παντίτης), né et mort à Sparte, est un diplomate et soldat.
Sur ordre de Léonidas Ier, il part en Thessalie à la recherche d'alliés pour la bataille des Thermopyles qui arrive. Néanmoins, il revient trop tardivement pour participer à celle-ci et à son retour à Sparte, il est vu comme un lâche.
Selon Hérodote, ne supportant par la disgrâce, il se suicide peu après.